# 11G busz (Debrecen)
A debreceni 11G jelzésű autóbusz a Borzán Gáspár utca és a Kenézy Gyula Kórház között közlekedett, kizárólag egy irányban. A viszonylatot a Debreceni Közlekedési Zrt. üzemeltette. 2019. december 1-től a 11-es busz közlekedik helyette meghosszabbított üzemidővel.

## Útvonala
| Kenézy Gyula Kórház felé |
| --- |
| Borzán Gáspár utca vá. – Borzán Gáspár utca – Diószegi út – Hétvezér utca – Vámospércsi út – Veres Péter utca – Acsádi út – Sámsoni út – Kassai út – Árpád tér – Csapó utca – Rákóczi utca – Hunyadi János utca – Mester utca – Bartók Béla út – Kenézy Gyula Kórház vá. |

## Megállóhelyei
Az átszállási kapcsolatok között az azonos, de hosszabb útvonalon közlekedő 11-es busz, illetve a 11G üzemidején kívül közlekedő egyéb járatok nincsenek feltüntetve.
| 0  | Borzán Gáspár utca induló végállomás  |                                           |
| 0  | Bihari utca                           | 15, 30                                    |
| 1  | Vasutas utca                          |                                           |
| 3  | Komáromi Csipkés György tér           | 25Y, 37, 41                               |
| 4  | Sólyom utca                           | 25Y, 37                                   |
| 5  | Regionális Képző Központ              | 25Y, 37                                   |
| 6  | Hold utca                             | 25Y                                       |
| 7  | Veres Péter utca                      | 25Y                                       |
| 7  | Vay Ádám utca                         |                                           |
| 8  | Juhász Géza utca                      |                                           |
| 9  | Skalnitzky Antal utca                 |                                           |
| 10 | Acsádi út                             |                                           |
| 11 | Tizedes utca                          | 19                                        |
| 11 | Budai Nagy Antal utca                 | 19                                        |
| 12 | Mátyás király utca                    | 19                                        |
| 13 | Abonyi utca                           |                                           |
| 15 | Laktanya utca                         | 5A                                        |
| 16 | Árpád tér                             | 5A                                        |
| 17 | Bercsényi utca                        |                                           |
| 18 | Berek utca                            |                                           |
| 19 | Rákóczi utca                          | 15                                        |
| 21 | Kölcsey Központ (Hunyadi János utca)  | 2 10A (tanítási időszakban, vasárnap), 15 |
| 22 | Mester utca                           | 15                                        |
| 24 | Károli Gáspár tér                     | 33E, 34, 36                               |
| 25 | Kenézy Gyula Kórház érkező végállomás |                                           |